# Son en Breugel
Son en Breugel  è un comune olandese di 15 538 abitanti situato nella provincia del Brabante Settentrionale.